# Кормел ле Роајал
Кормел ле Роајал (фр. Cormelles-le-Royal) насеље је и општина у северној Француској у региону Доња Нормандија, у департману Калвадос која припада префектури Кан.
По подацима из 2011. године у општини је живело 4754 становника, а густина насељености је износила 1366,09 становника/km². Општина се простире на површини од 3,48 km². Налази се на средњој надморској висини од 30 метара (максималној 37 m, а минималној 13 m).

## Демографија
| 1962. | 1968. | 1975. | 1982. | 1990. | 1999. | 2011. |
| ----- | ----- | ----- | ----- | ----- | ----- | ----- |
| 1.245 | 1.862 | 3.099 | 3.442 | 4.604 | 4.599 | 4.754 |

График промене броја становника у току последњих година